# Scurrula cordifolia
Scurrula cordifolia är en tvåhjärtbladig växtart som först beskrevs av Nathaniel Wallich, och fick sitt nu gällande namn av George Don jr. Scurrula cordifolia ingår i släktet Scurrula och familjen Loranthaceae. Inga underarter finns listade i Catalogue of Life.